# Drymonia tenuis
Drymonia tenuis là một loài thực vật có hoa trong họ Tai voi. Loài này được (Benth.) J.L.Clark mô tả khoa học đầu tiên năm 2005.